# تسوکوبای

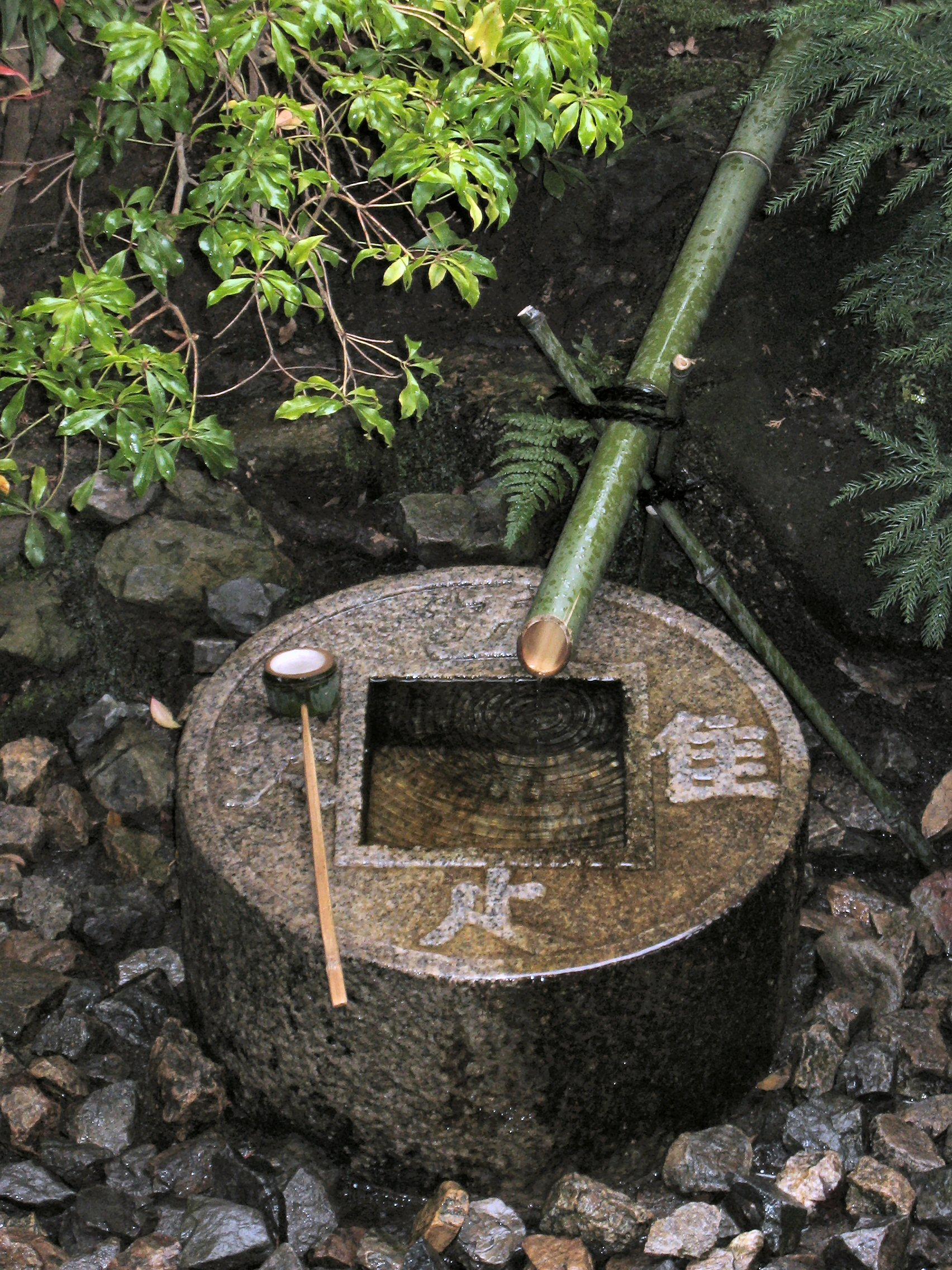
تسوکوبای در معبد ریوان-جی در کیوتو

تسوکوبای (به ژاپنی: 蹲踞 Tsukubai) در ژاپن یک دستشویی است که در ورودی یک مکان مقدس برای بازدیدکنندگان فراهم می‌شود تا با شستن، دست و دهان خود را پاک کنند. این نوع آیین طهارت رسمی است که میهمانانی که در یک مراسم چای ژاپنی شرکت می‌کنند یا از محوطه‌های معبد و پرستشگاه‌های یک آیین بودایی بازدید می‌کنند، انجام می‌شود. این نام از فعل «تسوکوبائو» به معنای «خم شدن» یا «تعظیم» با منشأ فروتنی است.